# Acqui Unione Sportiva 1942-1943
Questa voce raccoglie le informazioni riguardanti l'Acqui Unione Sportiva nelle competizioni ufficiali della stagione 1942-1943.

## Rosa
| N. |                   | Ruolo | Calciatore        |
| -- | ----------------- | ----- | ----------------- |
|    | Italia (bandiera) | C     | E. Albertelli     |
|    | Italia (bandiera) | C     | S. Angeleri       |
|    | Italia (bandiera) | A     | T. Bacchilega     |
|    | Italia (bandiera) | C     | Marino Bagetto    |
|    | Italia (bandiera) | P     | Esterino Bersano  |
|    | Italia (bandiera) | A     | P. Bigatti        |
|    | Italia (bandiera) | A     | Giordano Bonelli  |
|    | Italia (bandiera) | C     | Domenico Bottero  |
|    | Italia (bandiera) | C     | Anselmo Buggi     |
|    | Italia (bandiera) | A     | D. Cribario       |
|    | Italia (bandiera) | C     | P. Cribario       |
|    | Italia (bandiera) | A     | Domenico Cornetto |
|    | Italia (bandiera) | A     | R. Corzino        |
|    | Italia (bandiera) | D     | Lorenzo Cutela    |
|    | Italia (bandiera) | A     | Florindo Ferraro  |
|    | Italia (bandiera) | A     | W. Fortunato      |

| N. |                   | Ruolo | Calciatore       |
| -- | ----------------- | ----- | ---------------- |
|    | Italia (bandiera) | D     | Carlo Gallino    |
|    | Italia (bandiera) | C     | G. Gottardo      |
|    | Italia (bandiera) | A     | Sergio Grasso    |
|    | Italia (bandiera) | C     | Elio Ivaldi      |
|    | Italia (bandiera) | D     | Luigi Lottero    |
|    | Italia (bandiera) | A     | S. Molinari      |
|    | Italia (bandiera) | C     | Domenico Mollero |
|    | Italia (bandiera) | C     | M. Montini       |
|    | Italia (bandiera) | D     | C. Muratori      |
|    | Italia (bandiera) | P     | Ubaldo Narducci  |
|    | Italia (bandiera) | D     | B. Nodari        |
|    | Italia (bandiera) | A     | Sergio Salaorni  |
|    | Italia (bandiera) | C     | Enzo Venturini   |
|    | Italia (bandiera) | D     | E. Vespi         |
|    | Italia (bandiera) | D     | Alfredo Vitali   |